# Orsini del Balzo
La famiglia Orsini del Balzo (o Del Balzo Orsini) è stata una famiglia nobile italiana del XIV e XV secolo, fondata da Raimondo "Raimondello" Orsini, che per eredità del conte di Soleto Raimondo del Balzo, fratello della nonna paterna Sveva del Balzo, ne doveva ereditare i beni e per memoria verso quest'antenato unì il suo cognome con quello dei Del Balzo. La famiglia si estinse in sole due generazioni, estinguendosi in linea legittima nel 1463 con la morte di Giovanni Antonio Orsini del Balzo, figlio di Raimondello.

## Storia

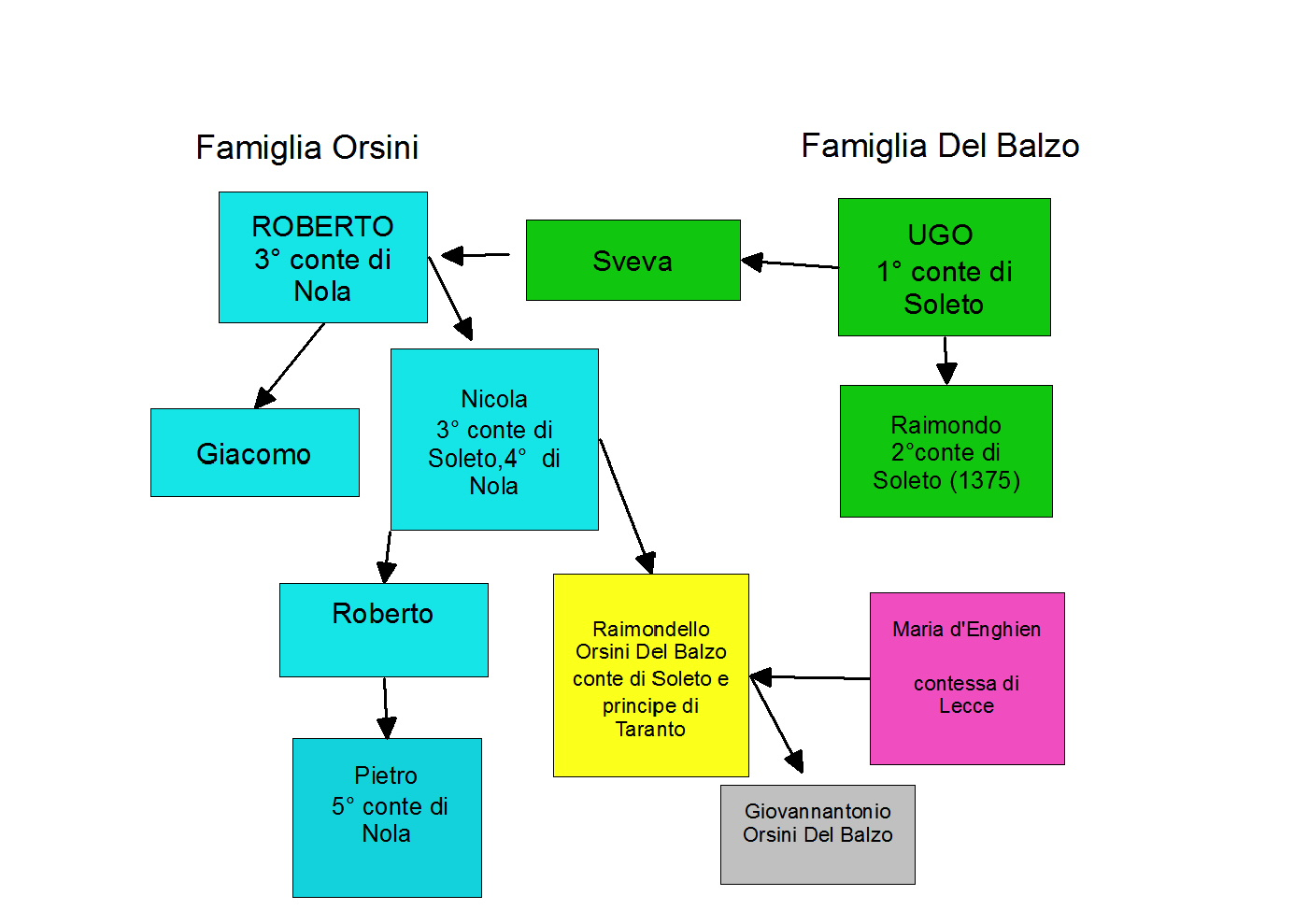
Origine della famiglia Orsini del Balzo

Il capostipite della famiglia fu Raimondo Orsini, detto Raimondello, secondogenito di Nicola Orsini, conte di Nola, e Giovanna di Sabrano, nato nella seconda metà del XIV secolo. Niccolò era figlio di Roberto Orsini e Sveva del Balzo.
Il conte Raimondo del Balzo, fratello di Sveva, che morì nel 1375, per testamento lasciò la contea di Soleto a Nicola Orsini a condizione che questi la cedesse al figlio Raimondo; tuttavia, contravvenendo a ciò, Nicola serbò la contea per sé e designò erede di quei feudi il primogenito Roberto. Raimondo, a questo punto, sdegnato, abbandonò la patria per cercare fortuna altrove.
La meta dell'Orsini fu la Prussia dei cavalieri teutonici, con l'intento di combattere contro i lituani pagani. Fu l'occasione per ricevere l'investitura cavalleresca in campo di battaglia e infatti proprio in Prussia egli divenne cavaliere. Non è noto per quanto tempo rimase nell'area baltica, ma all'inizio del 1381 risulta di nuovo nel Mezzogiorno italiano.
Ritornato in patria, Raimondo si ritrovò in un Regno che versava in confusione per la lotta tra la dinastia degli Angiò-Valois e quella degli Angiò-Durazzo e tale situazione si rivelò un contesto molto propizio per uomini come lui, senza patrimonio personale. Offerti inizialmente servigi militari a Luigi I d'Angiò-Valois, si schierò poi con Carlo d'Angiò-Durazzo, ma, risultata negativa questa nuova alleanza, ritornò da Luigi I, allora morente, e gli giurò fedeltà (1384).
Considerandolo tra i suoi più fedeli servitori, Luigi II d'Angiò-Valois gli consigliò di sposare Maria d'Enghien, appartenente ad una delle famiglie più illustri del Regno ed ereditiera della contea di Lecce (estate 1385). Il matrimonio fu per l'Orsini il primo tassello del suo patrimonio.
Tra il 1386 e il 1398 Raimondo estese il suo potere su Brindisi, Gallipoli, Martina Franca, Molfetta e Monopoli. Nel 1389, con il sostegno di Luigi II, occupò con la forza, non solo la contea di Soleto, ma anche altre terre del padre. Per memoria verso l'antenato, antepose al suo cognome quello dei Del Balzo, e con lui ebbe così inizio questa dinastia.
Quando Raimondo si rese conto della disfatta di Luigi II, tentò di riavvicinarsi ai Durazzeschi, e, per essi, al nuovo re Ladislao. Questa mossa gli portò l'investitura del principato di Taranto, al quale egli aspirava per i diritti che gli venivano dai Del Balzo.
Il principato era il feudo più esteso del Regno in epoca angioina e con esso Raimondo ricevette vasti possedimenti, tra cui Castellaneta, Francavilla Fontana, Gallipoli, Ginosa, Martina Franca, Massafra, Mottola, Nardò, Oria, Ostuni, Polignano, Taranto e Ugento. Poi, nel 1392, comprò anche dei possedimenti in Campania, ovvero la contea di Acerra e diversi feudi come Marcianise, San Vitaliano e Trentola, poi acquistò in Irpinia le baronie di Flumeri-Trevico e Guardia Lombardi, e infine, nel 1401, ottenne la baronia di Tricase.
Tuttavia i rapporti fra Raimondo e Ladislao si deteriorarono per ragioni non documentate. Quando nel 1405 Ladislao entrò in conflitto con papa Innocenzo VII, Raimondo si mise a capo di un'alleanza anti-durazzesca. Tuttavia Raimondo morì improvvisamente (17 gennaio 1406) e fu sepolto a Galatina, nella Chiesa di Santa Caterina. Moriva così quell'uomo che era considerato il più potente del Regno dopo il re.
Raimondo lasciò quattro figli: Giovanni Antonio, detto Giannantonio, primogenito, Maria, Caterina e Gabriele. Di loro, le due figlie, nate intorno al 1400, ebbero morte precoce, rispettivamente nel 1413 e 1429; Gabriele fu fatto duca di Venosa; Giovanni Antonio fu il suo erede, tuttavia riuscì solo dopo lunghi anni di lotte a succedergli nei suoi feudi. Infatti fu solo quando morì Ladislao che Giovanni Antonio poté riprendere possesso dei suoi feudi, in quanto il re aveva sposato la vedova Maria d'Enghien e s'era insignorito in tal modo di quei beni; così, alla morte del re, la sorella Giovanna II rimise la cognata e i figli di lei in possesso dei loro feudi.
Scoppiato nel 1423 il conflitto per la successione al trono tra Giovanna II e Alfonso V d'Aragona (la regina non aveva figli e aveva in un primo momento proclamato suo erede Alfonso per poi cambiare idea e scegliere Luigi III d'Angiò-Valois, figlio primogenito di Luigi II), dopo un iniziale presa di posizione neutrale, Giovanni Antonio si schierò apertamente dalla parte di Alfonso per il fatto che la regina aveva investito il suo avversario, Giacomo Caldora, del titolo di duca di Bari.
Dopo la morte della regina (2 febbraio 1435), nel conflitto tra Alfonso V e Renato d'Angiò-Valois, fratello minore di Luigi III (che era intanto morto) ed erede designato da Giovanna, l'Orsini del Balzo prese di nuovo le parti dell'aragonese, con il quale durante la battaglia navale di Ponza (5 agosto 1435) furono fatti prigionieri e condotti a Milano presso Filippo Maria Visconti; ma già a metà ottobre dello stesso anno furono entrambi messi in libertà. Dopo una seconda breve prigionia, nel 1440 riuscì a strappare ad Antonio Caldora, figlio di Giacomo, il ducato di Bari e la contea di Conversano. Dopo la vittoria definitiva dell'aragonese su Renato d'Angiò-Valois, nel 1442, Giovanni Antonio Orsini del Balzo si trovò ad essere il più potente feudatario del Regno, signore di più di 400 castelli, il cui dominio si estendeva da Marigliano a Leuca.
Qualche ombra tra l'aragonese e Giovanni Antonio non mancò, ma il matrimonio tra la nipote di quest'ultimo, Isabella di Chiaromonte, col duca di Calabria Ferdinando, parve che concretizzasse i vincoli della casa regnante col più potente ceppo feudale indigeno. Tuttavia il motivo determinante della rottura con Alfonso V fu la successione del ducato di Venosa e degli altri feudi del fratello minore dell'Orsini, Gabriele, morto nell'ottobre del 1453: nonostante il 1º marzo 1435 Alfonso V avesse concesso a quest'ultimo il ducato di Venosa con un atto in cui si stabiliva, tra Gabriele e Giovanni Antonio, la reciproca successione nei loro feudi in caso di morte senza eredi maschi di uno dei due, nel 1454 Alfonso V concesse tutti i feudi di Gabriele alla figlia di questo, Maria Donata.
Dopo la morte di Alfonso V (27 giugno 1458), Giovanni Antonio considerò giunta l'ora di rivendicare i propri diritti sul ducato di Venosa e lo prese con la forza. In aperto attrito con Ferdinando I, detto Ferrante, figlio e successore di Alfonso, pretese la cessione dell'intera fascia costiera settentrionale della Terra di Bari, mirando alla creazione di un esteso Stato unitario. Riuscì a conquistare quasi tutta la Terra di Bari, ma dopo la determinante vittoria degli Aragonesi nella battaglia di Troia (18 agosto 1462), colpito dalla malaria, si affrettò ad ottenere un accordo con il re Ferrante, e ne ottenne uno vantaggioso a settembre del 1462 dove rimaneva in possesso di quasi tutte le sue conquiste.
Il 15 novembre 1463 Giovanni Antonio morì ad Altamura. Fu sepolto nella chiesa di Santa Caterina, a Galatina. Diffusa è la teoria che era stato proprio il re a farlo assassinare, poiché egli era stato l'unico a trarre vantaggio dalla morte del ricco feudatario. Infatti, poiché non lasciava eredi, dal momento che suo figlio Bartolomeo e altre tre figlie erano illegittimi e quindi esclusi dalla successione, il re si appropriò di tutti i suoi estesi feudi (che tornarono sotto il dominio della Corona) e di tutte le sue ricchezze, stimate a più d'un milione di ducati.
Con la morte di Giovanni Antonio, dunque, si estinse in linea legittima la dinastia degli Orsini del Balzo.

## Albero genealogico
Di seguito è riportato l'albero genealogico della famiglia Orsini del Balzo:
|                                                                                               |                                                                                               |                                                                 | |                                                                      |                                                                                |                                                                                |                                                                                       |                                                                                       |
|                                                                                               |                                                                                               |                                                                 | Raimondo "Raimondello" Orsini del Balzo * 1350-1355 circa † 1406 Principe di Taranto sposò nel 1384 Maria d'Enghien |                                                                      |                                                                                |                                                                                |                                                                                       |                                                                                       |
|                                                                                               |                                                                                               |                                                                 | |                                                                      |                                                                                |                                                                                |                                                                                       |                                                                                       |
|                                                                                               |                                                                                               |                                                                 | |                                                                      |                                                                                |                                                                                |                                                                                       |                                                                                       |
| Giovanni Antonio "Giannantonio" * 1401 † 1463 Principe di Taranto sposò nel 1419 Anna Colonna | Giovanni Antonio "Giannantonio" * 1401 † 1463 Principe di Taranto sposò nel 1419 Anna Colonna | Maria * ? † ? Duchessa consorte di Atri sposò Antonio Acquaviva | Maria * ? † ? Duchessa consorte di Atri sposò Antonio Acquaviva                                                     | Caterina * ? † ? Contessa di Copertino sposò Tristano di Chiaromonte | Caterina * ? † ? Contessa di Copertino sposò Tristano di Chiaromonte           | Gabriele * ? † 1453 Duca di Venosa sposò Giovanna Caracciolo                   | Gabriele * ? † 1453 Duca di Venosa sposò Giovanna Caracciolo                          |                                                                                       |
|                                                                                               |                                                                                               |                                                                 | |                                                                      |                                                                                |                                                                                |                                                                                       |                                                                                       |
|                                                                                               |                                                                                               |                                                                 | |                                                                      |                                                                                |                                                                                |                                                                                       |                                                                                       |
|                                                                                               |                                                                                               |                                                                 | |                                                                      | Maria Donata * ? † 1485 Principessa consorte di Altamura sposò Pirro del Balzo | Maria Donata * ? † 1485 Principessa consorte di Altamura sposò Pirro del Balzo | Raimondina * ? † 1490 circa Principessa consorte di Salerno sposò Roberto Sanseverino | Raimondina * ? † 1490 circa Principessa consorte di Salerno sposò Roberto Sanseverino |